# Ma Tsun Kuen

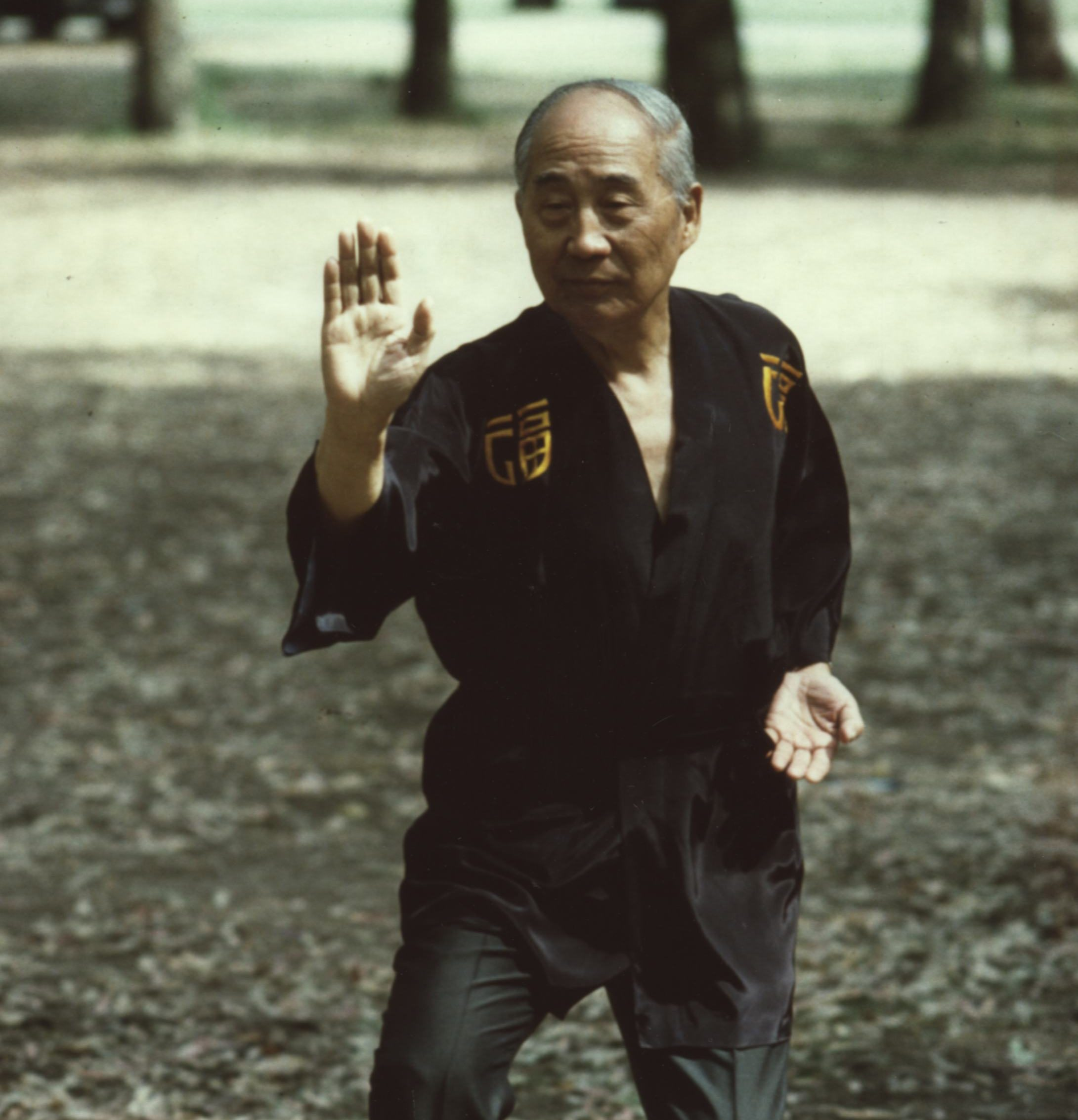
Mestre Ma Tsun Kuen.

Ma Tsun Kuen (Chinês Tradicional: 馬存坤) (China, Anhui, 1907 - Argentina, Buenos Aires, 1993) é um famoso mestre de Artes marciais chinesas, entre elas o Tai Chi Chuan  estilo Yang. Foi um dos pioneiros na divulgação desta arte marcial chinesa na Argentina, onde fundou a Associação Argentina de Tai Chi Chuan.

## Formação
Em 1913 sua família mudou-se para Nanking (南京), na época a capital da República da China, onde começou a estudar e iniciou sua aprendizagem de Wu Shu (武术).
Dedicou-se inicialmente ao Shaolin Chuan (少林拳), que continuou a praticar até o terceiro ano da universidade. Aprendeu as técnicas desarmadas e o uso de armas típicas do shaolin: faca, Gun (bastão), Jian (espada) e Dao (Sabre).
Trabalhou como colunista em dois jornais de Nanking, onde escrevia sobre a realidade chinesa.
Publicou nove livros sobre política e filosofia chinesa.
Em 1942 Ma Tsun Kuen foi atraído pela filosofia do Tai Chi Chuan.
Dedicou-se a esta disciplina até o fim da vida, por considerá-la o instrumento mais adequado para manter e fortalecer sua saúde
Antes de vir para a América do Sul, praticou Tai Chi Chuan por mais de trinta anos. Aperfeiçou-se tanto na realização das sequências de treinamento, das técnicas marciais, e do Chi Kung como no aprendizado dos fundamentos filosóficos desta arte marcial de origem taoísta.

## Divulgação do Tai Chi Chuan na Argentina
Em 1973 começou a ensinar Tai Chi Chuan na Argentina, onde esta arte ainda era pouco conhecida.
Diferenciando suavidade e fraqueza, enfatizava o caráter marcial desta prática através do ensino de Tui Shou (empurrar as mãos) e de San Shou.
Complementou seu ensino com a práticas do Chi Kung marcial "I Chin Kung", onde combinou elementos de duas sequências tradicionais de exercícios chineses: o Ba Duan Jing (八缎经) e o I Jin Jing.

### Práticas da Escola Yang - Ma Tsun Kuen
- I Chin Kung
- Forma de Tai Chi Longa, modificada a partir da sequência tradicional do estilo Yang
- Forma de Tai Chi Curta
- Kuai Shou (快手), sequência de Tai Chi Chuan praticada com mais velocidade.
- sequência de Tai Chi com Sabre (太极刀)
- sequência de Espada Tai Chi (太极剑)
- Tui Shou
- San Shou Tui Ta (散手推打), prática marcial a dois, pode ser traduzida como mãos que dispersam, empurram e  golpeiam
- meditação Tao Yin

## Asociação Argentina de Tai Chi Chuan
Em 1979 o Mestre Ma Tsun Kuen fundou com seus discípulos a "Asociación Argentina de Tai Chi Chuan", a primeira escola estruturada específicamente para o ensino de Tai Chi Chuan no país.
O Mestre Ma filiou-se às entidades de Tai Chi Chuan da República de Taiwan, sua associação conta com representantes em diversas cidades do país. Seu representante oficial é o Professor Fernando Chedel.
Seus discípulos e alunos levaram a sua transmissão para outros países da América do Sul e da Europa.

## A divulgação de seus ensinamentos no Brasil
Os ensinamentos do Mestre Ma chegaram até o Brasil através de alunos que se radicaram no país e criaram instituições de ensino onde divulgaram as práticas que aprenderam com ele:
- Roque Enrique Severino,[4] nascido em Buenos Aires, iniciou aos 17 anos seus estudos de Tai Chi Chuan com Ma Tsun Kuen. Em 1978 mudou-se para a cidade de São Paulo onde fundou a Sociedade Brasileira de Tai Chi Chuan e Cultura Oriental.

- Salomón (Lalo) Vinitsky - Wey Tsé Ho -[5] (conhecido como Mestre Lalo) conviveu com o Mestre Ma durante vinte anos, participando da fundação da Associação Argentina de Tai Chi Chuan. Em São Paulo fundou a Associação Paulista de Tai Chi Chuan. É presidente da Federação Paulista de Tai Chi Chuan Tradicional, Terapêutico, Competitivo e Marcial.[6]